# Amplifikace
Amplifikace (z lat. amplificatio, zesílení, rozšíŕení; německy Amplifikation) je druh hyperboly, spočívající v rozšíření výpovědi tím, že se daná věc opakuje užitím souznačných slov, a to hned z několika perspektiv.